# 織田廣喜美術館
織田廣喜美術館（おだひろきびじゅつかん）は、福岡県嘉麻市に所在する美術館。

## 概要
当地出身の洋画家・織田廣喜の作品を常設展示している美術館で、1996年に当時の碓井町が複合文化施設「碓井琴平文化館」の一施設として建設した。2006年に平成の大合併で嘉麻市が誕生したのに合わせ、現在の嘉麻市立織田廣喜美術館となった。
館内は5つの展示室からなり、織田の画歴を追って展示したもののほか、「讃歌」「水浴」などの大作を集めた部屋もある。また、織田の妻や息子たちの作品も展示されている。そのほかには、市内の古処山で撮影されたNTTドコモのCMに使われた「森の木琴」のショートバージョンも館内に置かれている。
建物は大理石を薄く切った壁や天井が日光を取り込むように設計されている。また屋外には彫刻作品などのある芝生広場があり、館内の資料閲覧室から四季の移ろいを感じることもできる。

## 基本情報
- 開館時間 - 9時30分～17時30分（入館は16時まで）
- 休館日 - 毎週月曜日（休日にあたるときは翌日休館）、年末年始、その他館内整理特別休館日。
- 入館料 - 一般330円 大学生・高校生220円 中学生・小学生110円（団体割引有）
- ミュージアムショップを併設

なお、建物は碓井郷土館と一体化しているが、織田廣喜美術館側のみ入館料が必要。

## アクセス
- JR九州筑豊本線桂川駅から嘉麻市バス熊ヶ畑桂川線に乗車し「碓井庁舎」下車、もしくは西鉄バス西鉄大隈ゆきに乗車し「碓井支所」下車。いずれのバス停からも徒歩7分（590m）。
- マイカーの場合、九州自動車道福岡インターチェンジから26㎞（八木山バイパス筑穂インターチェンジ経由）。道の駅うすいから570mほど。
- 駐車場あり

## 画像

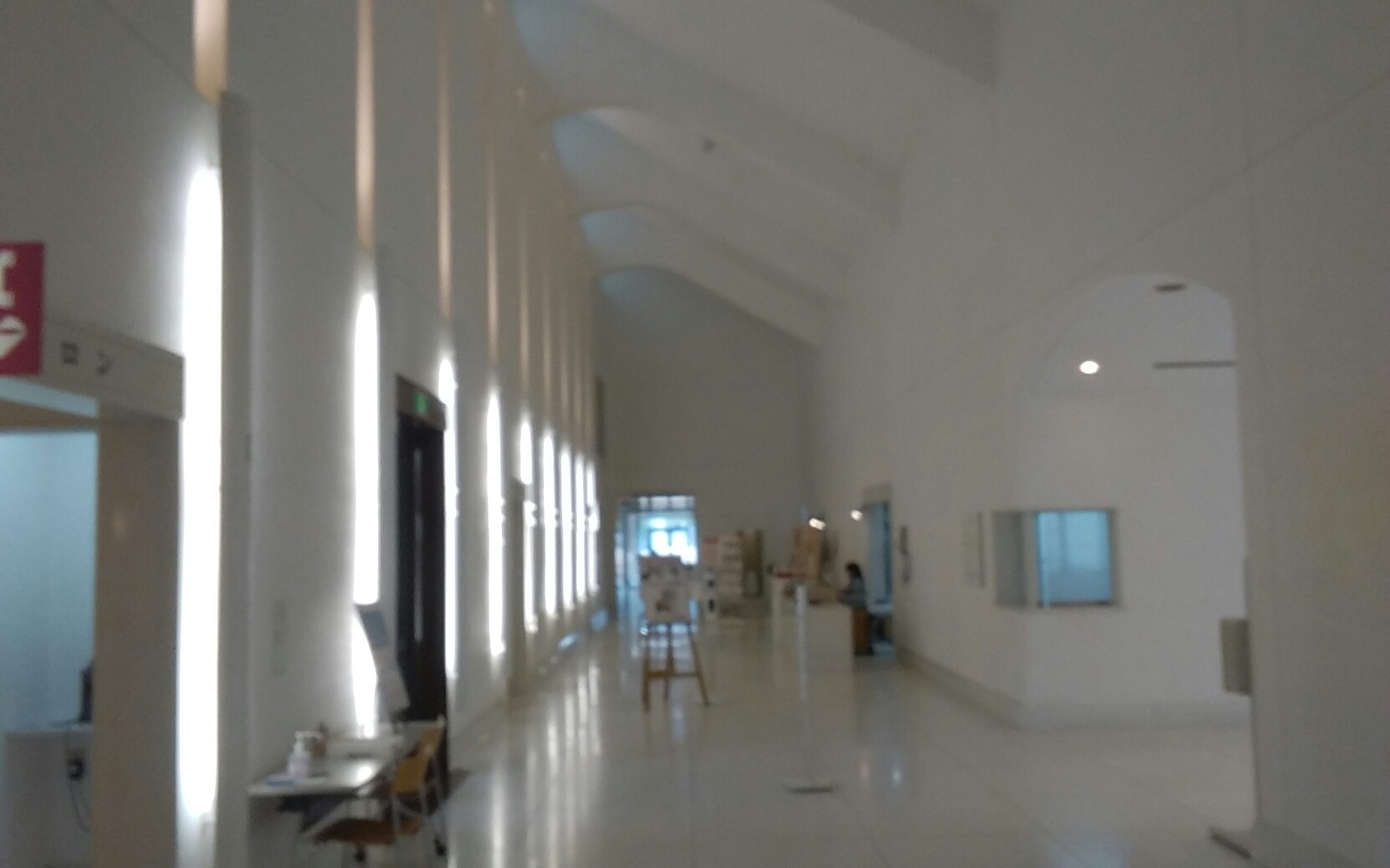
館内の様子
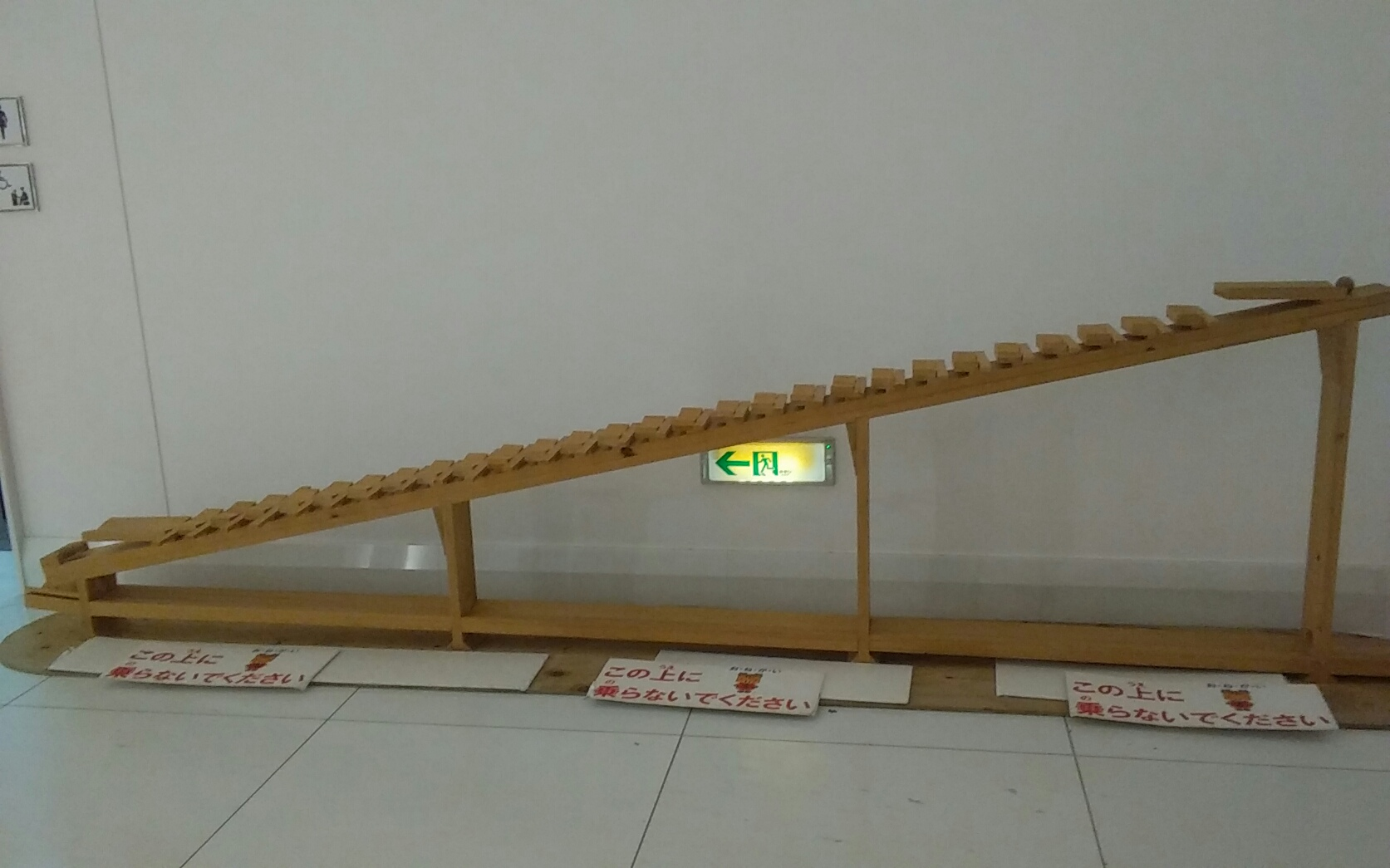
「森の木琴」
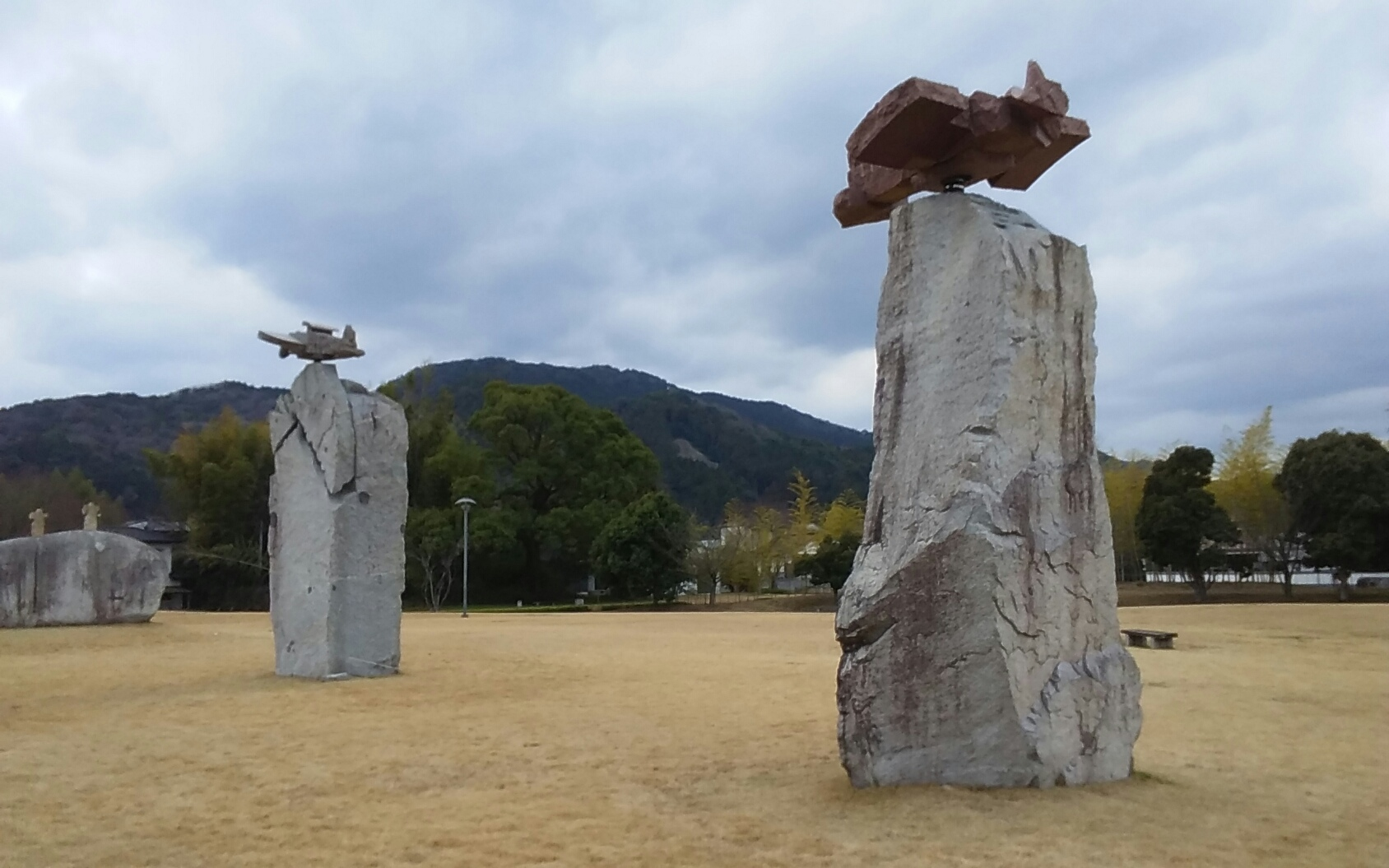
芝生広場
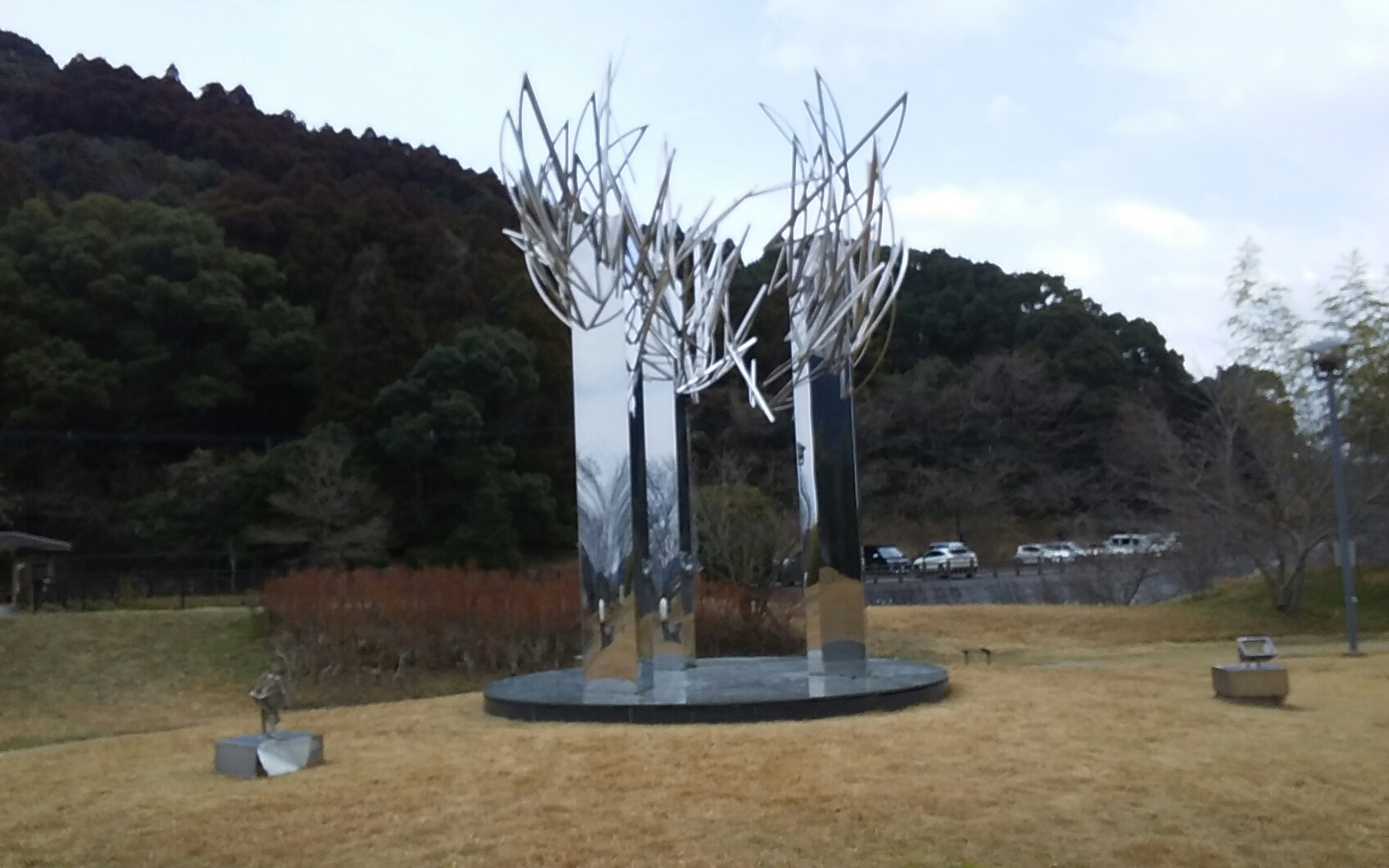
芝生広場